# 香港—韓國關係
香港與韓國關係（韩语：／ Daehan Minguk-Hongkong gwangye */?）是指歷史上的香港和韓國，以至現在香港特別行政區與大韓民國之間的雙邊關係，在香港主權移交前為韓英關係、現則為中韓關係的一部份。韓國在1949年便於英屬香港開設領事館，為1948年韓國建國後最早開設的駐外使領館之一。
2005年12月，香港舉辦世界貿易組織部長級會議，韓國農民在香港抗議世貿，衝擊香港警察防線，迫使警方施放32枚催淚彈，以及第一次施放布袋彈。
2022年11月13日，在亞洲七人欖球系列賽南韓站香港對南韓的決賽中，主辦方將《願榮光歸香港》當作中國國歌播放，香港特區政府表示抗議和強烈不滿，隨後主辦方致歉並保證類似情況不會再次發生，而政務司司長陳國基亦已主動約見南韓駐港總領事。